# تشارلز غلوفر باركلا

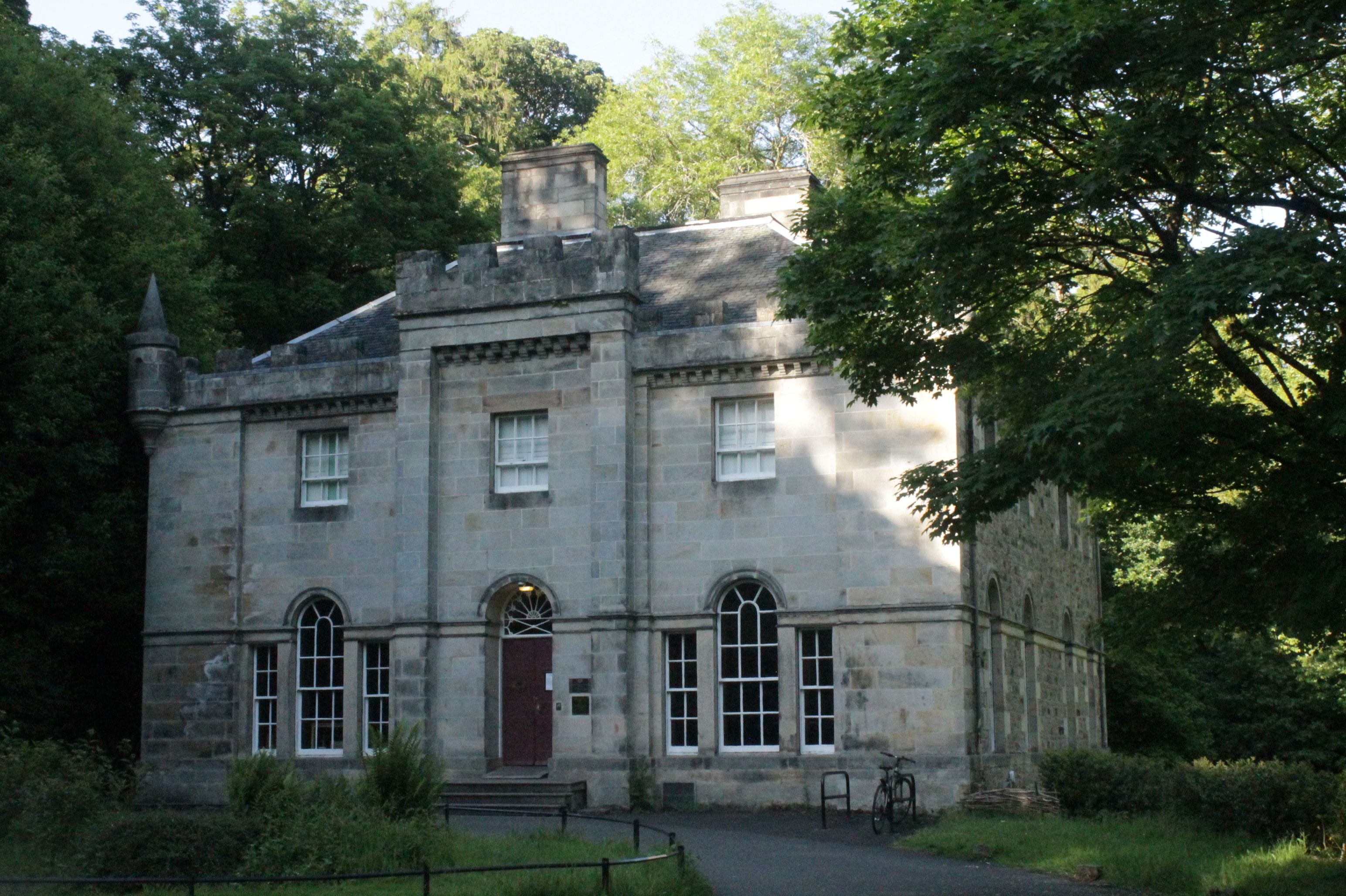
Hermitage of Braid ، إدنبرة

تشارلز غلوفر باركلا (Charles Glover Barkla) (مواليد 7 يونيو، 1877 - 23 أكتوبر، 1944) كان عالم فيزياء بريطاني. حصل على جائزة نوبل في الفيزياء عام 1917 عن أعماله في دراسة تبعثر الأشعة السينية.